# Koshin
Pour les articles homonymes, voir Koshin (homonymie).
Koshin (ou Koskin) est un village du Cameroun situé dans la région du Nord-Ouest, le département du Menchum et l'arrondissement de Fungom (commune de Zhoa).

## Population
Lors du recensement de 2005, le village comptait 1 663 habitants.
C'est l'une des rares localités où l'on parle le koshin, une langue bantoïde méridionale en voie de disparition.

## Histoire
En 1995 un conflit territorial sanglant a opposé les habitants de Koshin et ceux de Mundabili.